# Camponotus klaesii
Camponotus klaesii är en myrart som först beskrevs av Auguste-Henri Forel 1886.  Camponotus klaesii ingår i släktet hästmyror, och familjen myror. Inga underarter finns listade.